# Juni 2012
| Juni 2012 |
| Månader under 2012: Januari · Februari · Mars · April · Maj · Juni · Juli · Augusti · September · Oktober · November · December ← December 2011 · Januari 2013 → |

## Händelser

### 2 juni
- Egyptens förre president Hosni Mubarak döms till livstids fängelse.

### 8 juni
- Europamästerskapet i fotboll inleds i Polen och Ukraina.

### 10 juni
- Första omgången hålls i valet till Nationalförsamlingen i Frankrike.

### 17 juni
- Minst 13 personer omkommer och flera skadas då en brand utbryter under ett uppror i ett fängelse i sydöstra Turkiet.
- Nyval till parlamentet hålls i Grekland och leder till att de två största partierna Ny demokrati och Radikala vänstern går framåt jämfört med parlamentsvalet i maj 2012.
- Andra omgången i parlamentsvalet i Frankrike leder till att vänsterblocket bakom François Hollande får egen majoritet i Nationalförsamlingen.

### 20 juni
- Antonis Samaras tillträder som Greklands premiärminister.[1]

### 30 juni
- Islands president Ólafur Ragnar Grímsson väljs med 52,7 % till en femte period.